# Jagiellonia Białystok w sezonie 1969/1970

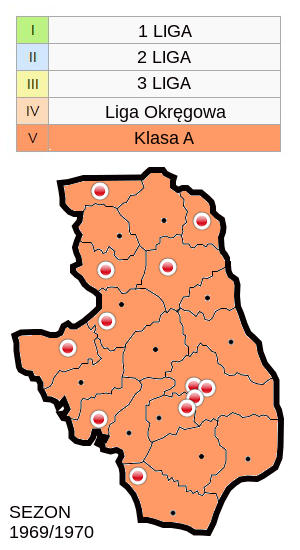
BOZPN - Zespoły występujące w Klasie A w sezonie 1969/70

Jagiellonia Białystok przystąpiła do rozgrywek Klasy A Białostockiego OZPN.

## V poziom rozgrywkowy
Jagiellonia przed sezonem zmieniła trenera, stanowisko to objął Michał Urban, pracujący wcześniej w Włókniarzu Białystok. Zmiana trenera, dobra praca piłkarzy dała efekt w postaci szybkiego awansu.

Należy zaznaczyć, że w latach powojennych władze państwowe promowały bardziej dwa inne białostockie kluby Gwardię i Włókniarz, Jagiellonia była trzecią siłą Białegostoku. Najwyraźniej trend ten powoli się odmienia i przychodzi czas Jagiellonii.

## Końcowa tabela Klasy A - Białostocki OZPN
| Lp. | Drużyna                   | M  | Z  | R | P | Bramki | Bramki | Różn. | Pkt. | Uwagi           |
| --- | ------------------------- | -- | -- | - | - | ------ | ------ | ----- | ---- | --------------- |
| 1   | Jagiellonia Białystok (s) | 22 | 18 | 1 | 3 | 75     | 23     | 52    | 37   | Awans Liga Okr. |
| 2   | Wissa Szczuczyn           | 22 |    |   |   | 26     | 40     | -14   | 31   | Awans Liga Okr. |
| 3   | ZKS Zambrów               | 22 |    |   |   | 48     | 30     | +18   | 27   |                 |
| 4   | AKS Augustów              | 22 |    |   |   | 52     | 39     | +13   | 27   |                 |
| 5   | Cresovia Gołdap           | 22 |    |   |   | 48     | 32     | +16   | 25   |                 |
| 6   | Pomorzanka Sejny          | 22 |    |   |   | 55     | 51     | +4    | 22   |                 |
| 7   | Ognisko Białystok (s)     | 22 |    |   |   | 37     | 36     | +1    | 21   |                 |
| 8   | KS Starosielce (b)        | 22 |    |   |   | 66     | 58     | +8    | 20   |                 |
| 9   | Mazur II Ełk (b)          | 22 |    |   |   | 31     | 30     | +1    | 20   |                 |
| 10  | Orzeł Kolno               | 22 |    |   |   | 32     | 59     | -27   | 13   | Spadek kl.B     |
| 11  | LZS Ciechanowiec          | 22 |    |   |   | 33     | 83     | -50   | 13   | Spadek kl.B     |
| 12  | Tur Turośń Kościelna (b)  | 22 |    |   |   | 24     | 48     | -24   | 6    | Spadek kl.B     |

## Skład
| Nazwisko            | pozycja | transfer (z/do)  |
| ------------------- | ------- | ---------------- |
| Jerzy Bołtuć        | BR      |                  |
| Anatol Szczerbakow  | BR      |                  |
| Grzegorz Szymański  | OB      |                  |
| Sławomir Tołkacz    | OB      | z drużyny rezerw |
| Jerzy Szurmiej      | OB      |                  |
| Eugeniusz Guzowski  | OB      |                  |
| Andrzej Radziwoński | OB      |                  |
| Wincenty Pejko      | PO      |                  |
| Zdzisław Szaja      | PO      |                  |
| Antoni Zubski       | NA      |                  |
| Ryszard Święcicki   | NA      |                  |
| Cezary Szafranowski | NA      |                  |
| Wondołowski         | NA      |                  |

## Mecze
| Mecze i wyniki | Mecze i wyniki              | Mecze i wyniki                   | Mecze i wyniki | Mecze i wyniki | Mecze i wyniki       | Mecze i wyniki | Mecze i wyniki  | Poz w lidze. | Poz w lidze. | Poz w lidze. |
| Lp. | Data                        | Rozgrywki                        | F.             | D/W            | Przeciwnik           | Wynik          | Strzelcy bramek | M.           | P.           | Br.          |
| --- | --------------------------- | -------------------------------- | -------------- | -------------- | -------------------- | -------------- | --------------- | ------------ | ------------ | ------------ |
| 1 495 | 10.08.1969 Białystok        | Klasa A - 1 kol.                 | -              | W              | Ognisko Białystok    | 0:2            | -               | 4            | 2            | 2:0          |
| 2 496 | 16.08.1969 Białystok        | Klasa A - 2 kol.                 | -              | D              | Tur Turośń Kościelna | 6:1            | -               | 2            | 4            | 8:1          |
| 3 497 | 24.08.1969 Starosielce      | Klasa A - 3 kol.                 | -              | W              | KS Starosielce       | 4:6            | -               | 1            | 6            | 14:5         |
| 4 498 | 30.08.1969 Białystok        | Klasa A - 4 kol.                 | -              | D              | AKS Augustów         | 4:2            | -               | 1            | 8            | 18:7         |
| 5 | 03.09.1969 Białystok        | PP OKR - I rzut                  | -              | D              | Gwardia Białystok    | 4:2            | -               | awans        | awans        | awans        |
| 6 499 | 07.09.1969 Zambrów          | Klasa A - 5 kol.                 | -              | W              | ZKS Zambrów          | 1:3            | -               | 1            | 10           | 21:8         |
| 7 500 | 13.09.1969 Białystok        | Klasa A - 6 kol.                 | -              | D              | Cresovia Gołdap      | 2:1            | -               | 1            | 12           | 23:9         |
| 8 501 | 21.09.1969 Szczuczyn        | Klasa A - 7 kol.                 | -              | W              | Wissa Szczuczyn      | 2:1            | -               | 1            | 12           | 24:11        |
| 9 | 28.09.1969 Białystok        | PP OKR - II rzut                 | -              | D              | b.d.                 | ?:?            | -               |              |              |              |
| 10 502 | 07.10.1969 Ełk              | Klasa A - 8 kol.                 | -              | W              | Mazur II Ełk         | 1:6            | -               | 1            | 14           | 30:12        |
| 11 503 | 12.10.1969 Białystok        | Klasa A - 9 kol.                 | -              | D              | LZS Ciechanowiec     | 4:1            | -               | 1            | 16           | 34:13        |
| 12 504 | 19.10.1969 Białystok        | Klasa A - 10 kol.                | -              | D              | Orzeł Kolno          | 4:0            | -               | 1            | 18           | 38:13        |
| 13 505 | 26.10.1969 Sejny            | Klasa A - 11 kol.                | -              | W              | Pomorzanka Sejny     | 0:3            | -               | 1            | 20           | 41:13        |
| | 05.04.1970 Białystok        | Klasa A - 12 kol.                | -              | W              | Ognisko Białystok    | (przeł.)       | -               |              |              |              |
| 14 506 | 12.04.1970 Turośń Kościelna | Klasa A - 13 kol.                | -              | W              | Tur Turośń Kościelna | 3:4            | -               | 1            | 22           | 45:16        |
| 15 507 | 19.04.1970 Białystok        | Klasa A - 14 kol.                | -              | D              | KS Starosielce       | 4:1            | -               | 1            | 24           | 49:17        |
| 16 508 | 26.04.1970 Augustów         | Klasa A - 15 kol.                | -              | W              | AKS Augustów         | 2:0            | -               | 1            | 24           | 49:19        |
| 17 509 | 03.05.1970 Białystok        | Klasa A - 16 kol.                | -              | D              | ZKS Zambrów          | 0:0            | -               | 1            | 25           | 49:19        |
| 18 510 | 10.05.1970 Białystok        | Klasa A - 12 kol. (zaległa kol.) | -              | D              | Ognisko Białystok    | 1:0            | -               | 1            | 27           | 50:19        |
| 19 511 | 17.05.1970 Gołdap           | Klasa A - 17 kol.                | -              | W              | Cresovia Gołdap      | 1:0            | -               | 1            | 27           | 50:20        |
| 20 512 | 24.05.1970 Białystok        | Klasa A - 18 kol.                | -              | D              | Wissa Szczuczyn      | 7:0            | -               | 1            | 29           | 57:20        |
| 21 513 | 31.05.1970 Białystok        | Klasa A - 19 kol.                | -              | D              | Mazur II Ełk         | 3:0            | -               | 1            | 31           | 60:20        |
| 22 514 | 07.06.1970 Ciechanowiec     | Klasa A - 20 kol.                | -              | W              | LZS Ciechanowiec     | ?:?zw          | -               | 1            | 33           | b.d.         |
| 23 515 | 14.06.1970 Kolno            | Klasa A - 21 kol.                | -              | W              | Orzeł Kolno          | ?:?zw          | -               | 1            | 35           | b.d.         |
| 24 516 | 21.06.1970 Białystok        | Klasa A - 22 kol.                | -              | D              | Pomorzanka Sejny     | ?:?zw          | -               | 1            | 37           | 75:23        |
| - rozgrywki ligowe, - rozgrywki pucharu polski, - rozgrywki pucharu ligi, - rozgrywki ligi europejskiej, - mecze barażowe lub eliminacyjne, - inne. Liczba meczów w sezonie:1 2 (wszystkie mecze na najwyższym poziomie rozgrywkowym)3 (wszystkie mecze w rozgrywkach ligowych bez baraży) , Puchar Polski: 2 (mecze Pucharu Polski na szczeblu centralnym)3 (wszystkie mecze w Pucharze Polski) |                             |                                  |                |                |                      |                |                 |              |              |              |

- Nie są znane wyniki 3 ostatnich zwycięskich meczów Jagiellonii.